# 416-й истребительный авиационный полк
416-й истребительный авиационный полк (416-й иап) — воинская часть Военно-воздушных сил (ВВС) Вооружённых Сил РККА, принимавшая участие в боевых действиях Великой Отечественной войны.

## Наименования полка

Командир полка Л. С. Чапчахов

За весь период своего существования полк своё наименование не менял — 416-й истребительный авиационный полк.

## История полка
416-й истребительный авиационный полк сформирован 20 июля 1941 года в Московском военном округе. До 9 февраля 1942 года укомплектовывался личным составом и осваивал самолёты ЛаГГ-3, входил в состав 3 резервной авиационной бригады РСВГК. В боевые действия против фашистской Германии и её союзников вступил 10 февраля 1942 года на самолётах ЛаГГ-3 в составе ВВС 1-й Ударной армии Северо-Западного фронта.
Первая известная воздушная победа полка в Отечественной войне одержана 18 февраля 1942 года: старший лейтенант Орлов В. Н., пилотируя ЛаГГ-3, в воздушном бою сбил немецкий бомбардировщик Ju-87.
6 мая 1942 года полк убыл в тыл на доукомплектование без материальной части, а уже 21 мая в 6-й запасной авиационной бригаде Московского военного округа в г. Иваново начал переучивание на английские самолёты «Харрикейн». 2 июля, оставаясь в 6-й запасной авиационной бригаде, включён в состав 274-й истребительной авиационной дивизии формируемой 2-й истребительной авиационной армии. 1 августа 1942 года полк начал расформирование в 6-й запасной авиационной бригаде. Летный состав (17 лётчиков во главе с командиром полка) поступили в распоряжение 6-й запасной авиационной бригады, 4 лётчика убыли в 179-й иап.
В составе действующей армии полк находился с 10 февраля 1942 года по 6 мая 1942 года.

## Командиры полка
- бригадный комиссар Чапчахов Лазарь Сергеевич (погиб)[2], 05.04.1942 — 13.04.1942
- майор Груздев Константин Афанасьевич (ВРиД)[2], 05.1942 — 06.1942
- майор Сульдин Иван Степанович[2], 06.1942 — 07.1942
- майор Акулов Михаил Михайлович[2], 07.1942 — 01.08.1942

## Участие в операциях и битвах
- Демянская наступательная операция — с 10 февраля 1942 года по 6 мая 1942 года

## Лётчики-асы полка
| Фамилия, имя отчество          | Награды | Сбито самолётов (+ в группе)   | Примечание |
| ------------------------------ | ------- | ------------------------------ | --- |
| Орлов Виктор Николаевич        |         | 15 + 4                         | Лётчик полка: фев. — апр. 1942. Боевых вылетов: более 150; воздушных боев: около 70. Погиб 9 декабря 1943 г. Разбился в авиационной катастрофе.                                   |
| Сильковский Виталий Васильевич |         | 7 + 1                          | Лётчик полка: фев. — май 1942. Боевых вылетов: около 70. Погиб 2 июня 1943 г. Сбит в воздушном бою.                                                                               |
| Смирнов Николай Николаевич     |         | 7 + 1                          | Лётчик полка: февраль 1942 г. Дважды тяжело ранен в воздушном бою 23.02.1942 и 23.04.1943.                                                                                        |
| Чапчахов Лазарь Сергеевич      |         | 6 + 16 (+ 1 аэростат в группе) | Командир полка. Боевых вылетов: 268; воздушных боев: 59. Погиб 13 апреля 1942 г. в результате несчастного случая: убит на аэродроме при аварийной посадке повреждённого самолёта. |

## Итоги боевой деятельности полка

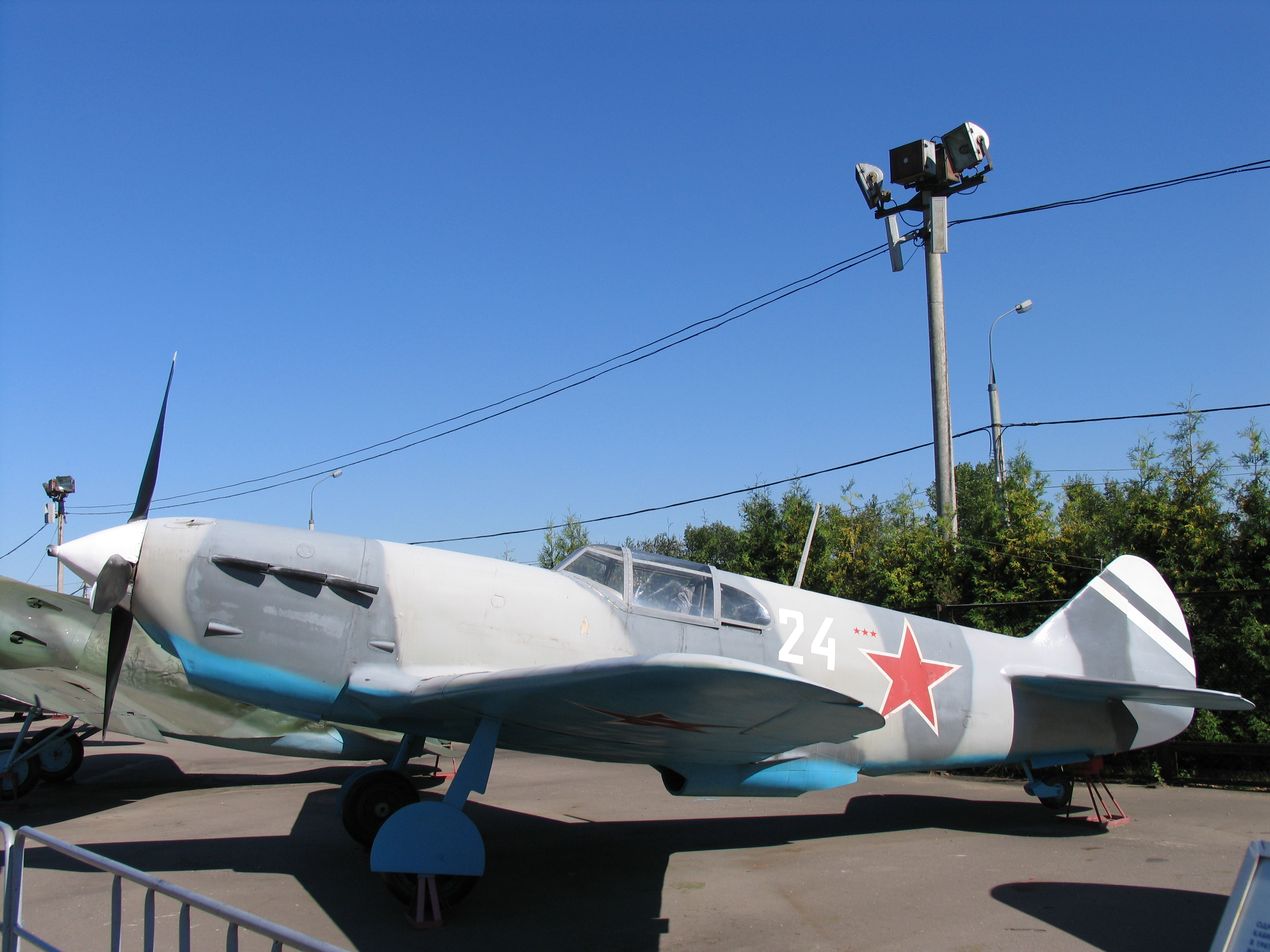
ЛаГГ-3

Всего за годы Великой Отечественной войны полком:
- Совершено боевых вылетов — 275
- Сбито самолётов противника — 10 (из них 6 совместно с лётчиками 744-го иап)

Свои потери:
- лётчиков — 6 (боевые)
- самолётов — 21 (боевые — 19; небоевые — 2)